# Drobnomiska pióropusznikowa
Drobnomiska pióropusznikowa (Woldmaria filicina (Peck) Knudsen) – gatunek podstawczaków z rodziny Niaceae. Jedyny przedstawiciel rodzaju Woldmaria.

## Systematyka i nazewnictwo
Pozycja w klasyfikacji według Index Fungorum: Niaceae, Agaricales, Agaricomycetidae, Agaricomycetes, Agaricomycotina, Basidiomycota, Fungi.
Gatunek ten został po raz pierwszy opisany (jako Solenia filicina) przez Charlesa Pecka w 1876 r. W 1884 r. Petter Karsten opisał gatunek Solenia crocea, obecnie uznawany za synonimiczny. Ten ostatni został przeniesiony (jako typ nomenklatoryczny) do nowo utworzonego rodzaju Woldmaria przez Williama Cooke'a w 1961 r.Henning Knudsen w 1996 r. zaproponował obecnie obowiązujące ujęcie tego taksonu, przenosząc gatunek Solenia filicina do rodzaju Woldmaria i synonimizując go z Woldmaria crocea.
Synonimami Woldmaria filicina są:

- Henningsomyces croceus (P. Karst.) Kuntze 1898
- Henningsomyces filicinus (Peck) Kuntze 1898
- Solenia crocea P. Karst. 1884
- Solenia filicina Peck 1876
- Woldmaria crocea (P. Karst.) W.B. Cooke 1961

Nazwę polską zaproponował Władysław Wojewoda w 2003 r. W polskim piśmiennictwie mykologicznym opisywany był też jako dzbanuszek pióropusznikowy.

## Morfologia
OwocnikGrzyb cyfelloidalny o owocniku rocznym w postaci cylindrycznej, wydłużonej miseczki z zawiniętym do wewnątrz brzegiem. Trzonu brak. Powierzchnia zewnętrzna brązowa z żółtobrązowymi włoskami (widocznymi dopiero pod lupą). Powierzchnia hymenialna również brązowa. Włoski brzeżne gładkie, żółtobrązowe, górą szkliste, grubościenne, cylindryczne, o spiczastych końcach.
Cechy mikroskopoweSystem strzępkowy monomityczny, strzępki o szerokości do 4 μm, cienkościenne, rozgałęzione, ze sprzążkami. Podstawki maczugowate, 4-sterygmowe, 25–30 × 6–8 μm, ze sprzążką w podstawie. Bazydiospory wrzecionowate, gładkie, szkliste, z gutulą w środku, 10–13 × 3–4,5 μm.

## Występowanie i siedlisko
Gatunek ten występuje w Europie i Ameryce Północnej. W Polsce notowany był od 1995 na południu, m.in. w Ciężkowicko-Rożnowskim Parku Krajobrazowym, Kotlinie Sandomierskiej, Pogórzu Rożnowskim, Pienińskim Parku Narodowym, Bieszczadzkim Parku Narodowym i krakowskim Ogrodzie Botanicznym. Najbogatsze stanowiska znaleziono w rezerwacie przyrody Słotwina.
Rozwija się i owocnikuje wyłącznie na kłączach i nasadach liści (najczęściej martwych) pióropusznika strusiego (Matteuccia struthiopteris), stąd jego polski epitet gatunkowy. Jedynym przypadkiem notowania na innym podłożu jest doniesienie ze Stanów Zjednoczonych, gdzie podobno znaleziono go na paproci Osmundastrum cinnamomeum. 